# Mons Mouton
Il Mons Mouton è una struttura geologica della superficie della Luna.